# GRO J1744-28
Désignations
GRO J1744-28, surnommé le pulsar sursautant (en anglais Bursting Pulsar), est un système binaire X de faible masse avec une période de 11,8 jours. Il a été découvert en décembre 1995 par le Burst and Transient Source Experiment sur le Compton Gamma-Ray Observatory, le deuxième des grands observatoires de la NASA. Le pulsar est unique en ce qu'il a une « phase de sursauts » dans lequel il émet des rayons gamma et des rayons X atteignant environ 20 sursauts par heure, après quoi la fréquence des sursauts diminue et le pulsar entre dans une phase calme. Après quelques mois, les sursauts réapparaissent, mais pas encore avec une régularité prévisible.
GRO J1744-28 est le seul pulsar X connu qui soit également un sursauteur X de type II.